# Cao su tổng hợp
Cao su tổng hợp là chất dẻo được con người chế tạo với chức năng là chất co giãn. Một chất co giãn là vật chất có đặc tính cơ học là chịu được sức ép thay đổi hình dạng hơn phần lớn các vật chất khác mà vẫn phục hồi hình dạng cũ. Cao su tổng hợp được dùng thay thế cao su tự nhiên trong rất nhiều ứng dụng, khi mà những đặc tính ưu việt của nó phát huy tác dụng.
Cao su tự nhiên có nguồn gốc từ nhựa cây cao su, trải qua phản ứng trùng hợp tạo thành isopren với đôi chút tạp chất. Điều này giới hạn các đặc tính của cao su. Thêm vào đó, những hạn chế còn ở tỷ lệ các liên kết đôi không mong muốn và tạp chất phụ từ phản ứng trùng hợp mủ cao su tự nhiên. Vì những lý do trên, các chỉ số đặc tính của cao su tự nhiên bị suy giảm ít nhiều mặc dù quá trình lưu hóa có giúp cải thiện trở lại.
Cao su tổng hợp được tạo ra từ phản ứng trùng ngưng các cấu trúc đơn bao gồm isopren (2-methyl-1, 3-butadien), 1,3-butadien, cloropren (2-cloro-1,3-butadien) và isobutylen (methylpropen) với một lượng nhỏ phần trăm isopren cho liên kết chuỗi. Thêm vào đó, các cấu trúc đơn này có thể trộn với các tỷ lệ mong muốn để tạo phản ứng đồng trùng hợp mà kết quả là các cấu trúc cao su tổng hợp có các đặc tính vật lý, cơ học và hóa học khác nhau.
Từ những năm 1890, khi các phương tiện giao thông đường bộ sử dụng bánh hơi ra đời, nhu cầu cao su tăng lên rất nhanh. Các vấn đề chính trị khiến cho giá cao su tự nhiên dao động rất lớn. Nguồn cung thiếu hụt, đặc biệt là trong những năm chiến tranh đưa đến nhu cầu phải tạo ra cao su tổng hợp.
Năm 1879, Bouchardt chế tạo được một loại cao su tổng hợp từ phản ứng trùng hợp isopren trong phòng thí nghiệm. Các nhà khoa học Anh và Đức sau đó, trong thời gian 1910-1912, phát triển các phương pháp khác cũng tạo ra chất dẻo từ isopren.
Đức là quốc gia đầu tiên thành công trong việc sản xuất cao su tổng hợp ở quy mô thương mại. Việc này diễn ra trong Chiến tranh thế giới thứ nhất, khi nước này không tìm đủ nguồn cao su tự nhiên. Cao su tổng hợp này có cấu trúc khác hoàn toàn với sản phẩm của Bouchardt, nó dựa trên sự trùng hợp butadien là thành quả của nghiên cứu trong phòng thí nghiệm của nhà khoa học Nga Sergei Lebedev. Khi chiến tranh chấm dứt, loại cao su này bị thay thế bằng cao su tự nhiên, mặc dầu vậy các nhà khoa học vẫn tiếp tục công cuộc tìm kiếm các chất cao su tổng hợp mới và các quy trình sản xuất mới. Kết quả của những nỗ lực này là phát minh ra cao su "Buna S" (Cao su styren-butadien). Đây là sản phẩm đồng trùng hợp của butadien và styren, ngày nay, nó chiếm một nửa sản lượng cao su tổng hợp toàn cầu.
Cho đến năm 1925, giá cao su tự nhiên đã tăng đến ngưỡng mà rất nhiều công ty bắt đầu tìm kiếm các phương pháp sản xuất cao su nhân tạo nhằm cạnh tranh với sản phẩm thiên nhiên. Ở Mỹ, quá trình tìm kiếm tập trung vào các nguyên liệu khác với những gì đang được nghiên cứu ở Châu Âu. Hãng Thiokol bắt đầu bán cao su tổng hợp Neoprene năm 1930. Hãng DuPont, dựa trên kết quả nghiên cứu trong phòng thí nghiệm ở Nieuwland cũng tung ra thị trường loại cao su tương tự năm 1931.
Sản lượng cao su tổng hợp của Hoa Kỳ tăng rất nhanh trong Chiến tranh thế giới lần thứ hai bởi Phe Trục phát xít kiểm soát gần như toàn bộ nguồn cung cấp cao su tự nhiên của thế giới - Đế quốc Nhật Bản chiếm đóng Đông Á. Những cải tiến nhỏ của quá trình chế tạo cao su nhân tạo tiếp diễn sau chiến tranh. Đến đầu những năm 1960, sản lượng cao su tổng hợp đã vượt qua cao su tự nhiên.